# Jorge Fucile
Jorge Ciro Fucile Perdomo (Montevideo, 1984. november 19. –) uruguayi válogatott labdarúgó, jelenleg a Nacional Montevideo játékosa.

## Klub pályafutása
Fucile szülővárosának labdarúgóklubjában, a Liverpool Montevideóban kezdte pályafutását, majd 2006. augusztus 31-én egy szezonra kölcsönadták az FC Porto-nak. Első szezonjában, a 2006–07-es portugál bajnokságban 18 mérkőzésen kapott helyet a csapatban, és mivel a csapat egymás után másodszor nyerte meg a portugál bajnokságot, a Porto  ötéves  szerződést írt vele alá.
Ezt követően Fucile rendszeres játéklehetőséget kapott a mérkőzéseken a védelem minden posztján.

## Nemzetközi pályafutása
Fucile 2006. május 24-én játszott először Uruguay nemzeti válogatottjában, az Észak-Írország elleni, 2–0 arányban megnyert barátságos mérkőzésen Los Angeles-ben.
A 2007-es Copa América tornán négy alkalommal játszott Uruguay csapatában, a tornán Uruguay a negyedik helyen végzett.

## Díjai
- Porto:
  - Portugál bajnokság: 2006–07, 2007–08, 2008–09
  - Portugál Kupa: 2008–09